# Clering
Clering is een bestuurslaag in het regentschap Jepara van de provincie Midden-Java, Indonesië. Clering telt 5319 inwoners (volkstelling 2010).